# Fontaine-le-Pin

Fontaine-le-Pin este o comună în departamentul Calvados, Franța. În 1 ianuarie 2022 avea o populație de 340 de locuitori.